# Ледяная блондинка
«Ледяная блондинка» (англ. Blonde Ice) — фильм нуар режиссёра Джека Бернхарда, который вышел на экраны в 1948 году.
В основу фильма положен роман Уитмана Чемберса «Однажды слишком часто» (1938). Фильм рассказывает о репортёре светской хроники Клэр Каммингс (Лесли Брукс), внешне привлекательной, но неумеренно амбициозной и аморальной женщине, которая с помощью браков пытается проложить себе путь к богатству и власти, сохранив при этом связь со своим любовником, спортивным обозревателем Лесом Бёрнсом (Роберт Пейдж). Однако после того, как Клэр убивает первого мужа-миллионера и второго мужа-сенатора, подставляя в последнем преступлении Леса, группе его коллег совместно с психиатром удаётся разоблачить её преступные действия.
Современная критика обратила основное внимание на образ безжалостной и аморальной роковой женщины, который в этом фильме создала Лесли Брукс. Аналогичные женские образы можно увидеть в фильмах нуар «Двойная страховка» (1944), «Западня» (1946), «Ночной редактор» (1946), «Из прошлого» (1947) и «Без ума от оружия» (1950).

## Сюжет
В Сан-Франциско репортёр светской хроники одной из влиятельных газет Клэр Каммингс (Лесли Брукс) выходит замуж за богатого бизнесмена Карла Ханнемана (Джон Холланд). На свадебной церемонии в дорогом особняке Карла присутствуют коллеги и друзья Клэр — редактор газеты Хэк Дойл (Уолтер Сэнд), спортивный обозреватель Лес Бёрнс (Роберт Пейдж) и специальный корреспондент Эл Херрик (Джеймс Гриффит). Эл в своё время привёл в газету Клэр, которая в то время была «стенографисткой за 18 долларов неделю», и стал её первым любовником. Затем она бросила его ради Леса, с которым встречалась вплоть до самой свадьбы. Журналисты в разговоре между собой замечают, что Клэр не обладает особым журналистским талантом, однако это не мешает ей публиковаться едва ли не чаще других. Перед тем, как покинуть церемонию и отправиться в свадебное путешествие в Лос-Анджелес, Клэр выходит на террасу к Лесу, для которого её свадьба стала неприятным сюрпризом, и страстно целует его, говоря, что по-настоящему любит только его. Эту сцену видит Карл, однако Клэр убеждает его, что это был лишь дружеский прощальный поцелуй. После нескольких дней пребывания в Лос-Анджелесе Клэр пишет Лесу любовное письмо, которое случайно замечает Карл. Он забирает письмо и немедленно возвращается в Сан-Франциско, обещая развестись с ней, оставив без денег. Немного подумав, Клэр направляется в небольшой аэропорт, где договаривается с пилотом двухместного частного самолёта Блэки Тэлоном (Расс Винсент), чтобы тот прямо сейчас тайно доставил её в Сан-Франциско, а через несколько часов вернул в Лос-Анджелес. На следующий день из Лос-Анджелеса Клэр звонит Лесу в редакцию с просьбой встретить её в аэропорту, так как муж неожиданно уехал в командировку в Нью-Йорк, и она, прервав медовый месяц, возвращается домой. Лес встречает Клэр и провожает её до особняка, где в кресле в гостиной они обнаруживают застреленного Карла. Решив, что это самоубийство, Лес немедленно вызывает полицию. Однако поскольку на пистолете не обнаружено вообще никаких отпечатков пальцев, а на руках Карла нет следов пороховых газов, полиция приходит к заключению, что это было убийство. Капитан полиции Билл Мёрдок (Эмори Парнелл) допрашивает Клэр и Леса как возможных подозреваемых, однако из-за отсутствия доказательств отпускает обоих. Лес отвозит Клэр к Дойлу, чтобы она некоторое время пожила в его доме. Одновременно редактор даёт указание Элу провести собственное расследование этого убийства, сконцентрировавшись на выяснении мотива преступления. Эл подозревает, что Лес мог убить Карла с тем, чтобы жениться на Клэр, которая после смерти мужа получит богатое наследство, однако Лес категорически отрицает это обвинение. После того, как окружной прокурор Эд Чалмерс (Селмер Джексон) сообщает Клэр и Лесу, что он открывает дело об убийстве Карла, Клэр уговаривает Дойла снова взять её на работу, так как она не сможет получить наследство мужа до того тех пор, пока прокурор не закроет дело.
В ресторане Клэр просит Эла представить её влиятельному адвокату Стэнли Мейсону (Майкл Уолен), который при поддержке их газеты выдвигается в Сенат США. Она уговаривает Мейсона взять на себя управлением делами её мужа, используя деловые отношения с Мейсоном для того, чтобы завести с ним роман. При этом Клэр скрывает свою связь с Мейсоном от Леса, продолжая встречаться и с ним. Тем временем Мёрдок ставит под сомнение алиби как Леса, так и Клэр, однако у капитана есть только мотив, но по-прежнему нет никаких доказательств их участия в убийстве. Тем временем пилот Блэки Тэлон, узнав из газет, что Клара была женой убитого Карла, находит её и начинает шантажировать, при первой встрече забирая у неё дорогое колье. Однажды вечером Мейсон знакомит Клэр со своим другом, криминальным психиатром доктором Джеффри Киппингером (Дэвид Леонард), который по просьбе Мейсона начинает незаметно наблюдать за психическим состоянием Клэр. Некоторое время спустя Тэлон снова звонит Клэр, и, заявляя, что немедленно должен расплатиться с букмекерами, снова требует с неё деньги и драгоценности. Клэр договаривается о встрече с пилотом вечером в пустынном месте, во время которой хладнокровно убивает его из пистолета. Вскоре Мейсон выигрывает выборы в Сенат и собирается перебраться в Вашингтон. На праздничной вечеринке вновь избранный сенатор объявляет о своей помолвке с Клэр, что становится полной неожиданностью для Леса, и он уходит в соседнюю комнату. Когда доктор Киппенгер уводит Мейсона для разговора, Клэр убегает за Лесом. Оставшись наедине, она говорит Лесу, что любит только его, но не смогла бы жить с ним, так как из-за своей скромной должности он не в состоянии обеспечить ей богатство и высокое положение в обществе, о которых она мечтает. Собственными усилиями она уже обеспечила себе богатство, а теперь получит и высокий общественный статус. Когда Клэр пытается поцеловать Леса, в комнату входит Мейсон, который при виде этой сцены заявляет о разрыве помолвки. После ухода Леса Мейсон говорит Клэр, что проконсультировался с Киппингером, который пришёл к заключению, что она болезненно амбициозна и может быть опасна, и потому доктора не рекомендовал ему на ней жениться. Став же свидетелем того, как Клэр целует Леса, Мейсон окончательно решил разорвать с ней отношения. Делая вид, что смирилась с его решением, Клэр предлагает ему выпить вместе на прощанье, закалывая его ножом в тот момент, когда он готовит коктейли. В этот момент в комнату заходит Лес, который, увидев убитого Мейсона, берёт в руки окровавленный нож, после чего на крик Клэр прибегают люди, и среди них капитан Мёрдок. Так как против Леса имеются серьёзные улики, полиция задерживает его, между тем сотрудники редакции и доктор Киппингер не верят в виновность Леса, предполагая, что убийство совершила Клэр. На следующий день психиатр навещает Клэр в её рабочем кабинете в редакции. Киппингер объясняет Клэр, что имеет большой опыт исследования случаев болезненного состояния психики, и её случай ему хорошо известен, и потому он глубоко убеждён в том, что это именно она убила Мейсона, свалив вину за это преступление на Леса. Когда в кабинет заходят Дойл и Эл со словами, что полиция прибудет с минуты на минуту, Клэр протягивает Дойлу бумагу с письменным признанием в том, что это она убила Карла и Мейсона, а также Тэлона. Заявив, что всегда любила только Леса, Клэр затем отмечает что Киппингер стал первым человеком, который проник внутрь её сознания и смог разоблачить её. Она достаёт из стола пистолет и пытается застрелить психиатра, однако Эл и Дойл успевают схватить её за руки, она сначала стреляет мимо, а повторным выстрелом в борьбе с двумя мужчинами убивает себя.

## В ролях
- Роберт Пейдж — Лес Бёрнс
- Лесли Брукс — Клэр Каммингс Ханнеман
- Джеймс Гриффит — Эл Херрик
- Уолтер Сэнд — Хэк Дойл
- Майкл Уолен — Стэнли Мейсон, адвокат
- Эмори Парнелл — капитан полиции Билл Мёрдок
- Расс Винсент — Блэки Тэлон, пилот
- Джон Холланд — Карл Ханнеман
- Милдред Коулз — Джун Тейлор
- Селмер Джексон — окружной прокурор Эд Чалмерс
- Дэвид Леонард — доктор Джеффри Киппингер

## Создатели фильма и исполнители главных ролей
Режиссёрская карьера Джека Бернхарда продолжалась с 1946 по 1950 год, и за этот период он поставил 11 фильмов. Как отмечает историк кино Гэри Джонсон, «более всего Бернхард известен постановкой фантастического фильма ужасов „Неизвестный остров“ (1948)». Кроме того, Бернхард внёс значимый вклад в нуаровый жанр благодаря таким картинам, как «Приманка» (1946), «Насилие» (1947), «Преследуемая» (1948) и «Свидание с убийством» (1948).
Лесли Брукс снималась в кино с 1941 по 1948 год, сыграв за этот период в 27 художественных фильмах, в том числе исполнила главные или ведущие роли в фильмах нуар «Агент под прикрытием» (1943), «Секрет Свистуна» (1946), «Бессмысленный триумф» (1948), а также небольшие и эпизодические роли в нескольких популярных комедиях и мюзиклах, среди них «Ты никогда не была прекраснее» (1942), «Девять девушек» (1944) и «Девушка с обложки» (1944). Актрисе часто доставались роли отрицательных персонажей, и, как отмечает киновед Хэл Эриксон, за свою карьеру Брукс «успела создать несколько завораживающих стервозных образов». В 1948 году 26-летняя Брукс повторно вышла замуж за актёра этого фильма Расса Винсента, после чего прекратила работать в шоу-бизнесе, снявшись впоследствии лишь однажды 23 года спустя в мелодраме «Как твоя любовная жизнь» (1971).
Роберт Пейдж на протяжении 1940-х годов сыграл несколько ролей в малоизвестных музыкальных комедиях, самыми заметными среди которых стали «Ад раскрылся» (1941), «Простите за саронг» (1942) с участием Эбботта и Костелло и «Не могу не петь» (1944) с Диной Дурбин, а также хоррор «Сын Дракулы» (1943). Как отметил историк кино Деннис Шварц, в этом фильме Пейдж сыграл свою последнюю главную роль в кино. В 1950-е годы он практически полностью ушёл на телевидение, где «исполнял небольшие роли в телесериалах, а также рекламировал продукцию пивоваренной компании Schlitz». После 1953 года он сыграл в кино лишь трижды, последний раз — в 1963 году в мюзикле «Пока, пташка» (1963). Лайонс также отметил, что «Роберт Пейдж, который в начале 1940-х годов играл главные роли, к моменту съёмок в этом фильме уже пошёл вниз по голливудской лестнице. Несколько лет спустя он был понижен до съёмок в рекламных роликах компании Schlitz».

## История создания и судьба фильма
В основу сценария фильма положен роман Уитмана Чемберса «Однажды слишком часто», который был впервые издан в Нью-Йорке в 1938 году.
Историк кино Джефф Майер указывает, что «фильм произвела небольшая продюсерская компания Film Classics, которая в конце 1940-х годов выпустила дюжину фильмов, после чего ушла из бизнеса». Джонсон также пишет, что «этот довольно малоизвестный фильм выпустила компания Film Classics, которая произвела в общей сложности лишь 12 фильмов, предназнченных для заполнения нижней части программы при сдвоенных киносеансах».
По словам Майера, «исполнительный продюсер фильма Мартин Муни проявил хорошее чутьё, заполучив опытного оператора Джорджа Робинсона со студии Universal, где тот в 1930-40-е годы снял некоторые из самых визуально впечатляющих фильмов ужасов, таких как „Дочь Дракулы“ (1936), „Сын Дракулы“ (1943)» и «Франкенштейн встречает человека-волка» (1943), однако, по мнению Джонсона, «большинство ценителей знают его по съёмке испаноязычной версии „Дракулы“ (1931)».
В 1970 году в интервью Питеру Богдановичу известный режиссёр Эдгар Г. Ульмер заявил, что работал над начальными вариантами сценария этого фильма. Однако, по словам историка кино Дэвида Хогана, «этому нет никаких подтверждений, и, по всей видимости, Ульмер просто спутал этот фильм с другим своим проектом».
Как пишет Хоган, «в 2003 году возникла небольшая шумиха, когда „Ледяная блондинка“, которую считали утерянной классикой нуара, была обнаружена, обработана цифровым способом и переиздана на DVD».

## Оценка фильма критикой

### Общая оценка фильма
После выхода на экраны фильм остался практически незамеченным, однако современные киноведы обратили на него внимание, при этом их оценки разделились. В частности, Майкл Кини назвал картину «дешёвым нуаром, в котором немного интересного», далее указав, что «это фильм только для убеждённых поклонников нуара». Деннис Шварц описал картину как «малый фильм нуар о бессердечной роковой женщине, которая не только обманывает, но и убивает». По словам киноведа, «Бернхард сохранил в фильме странность романа Уитни Чемберса», перенеся на экран «образ безжалостно холодной и безумной роковой женщины в исполнении Лесли Брукс». Дэвид Хоган охарактеризовал картину, как «снятый в скупых декорациях триллер о „чёрной вдове“», далее отметив, что хотя «в сценарии нет ничего особенного, тем не менее, фильм отличается прямотой воздействия и живой игрой исполнительницы главной роли», и, кроме того, «доставляет наслаждение крайней нелогичностью» в построении некоторых сюжетных поворотов. По мнению Джонсона, «постановке серьёзно повредил низкий бюджет, хотя режиссёр Джек Бернхард и оператор Джордж Робинсон всё-таки смогли дать несколько неожиданных интересных ракурсов». Джефф Майер напомнил о том, что «из-за малого бюджета финансовые риски от производства фильмов категории В в 1940-е годы были сравнительно невелики, и потому сценаристы и режиссёры таких фильмов практически не испытывали вмешательств в свою работу со стороны руководителей студий», что «позволяло им делать фильмы, более смелыми в плане тематики и создаваемых образов». Свидетельством этого, по мнению Майера, стала и «Ледяная блондинка», которая «хотя и сходна, по крайней мере, тематически, с такими фильмами, как „Двойная страховка“ (1944) и „Это убийство, моя милочка“ (1944), однако (в плане смелости) идёт дальше них».

### Влияние картины на фильмы последующих лет
Многие критики обратили внимание на влияние тематики и центрального образа этого фильма на последующее нуаровое и неонуаровое кино. По словам Артура Лайонса, в плане показа своего основного персонажа фильм «был необычным и бессердечным даже для насыщенных роковыми женщинами 1940-х годов, и, вероятно, стал предвестником нуаровых картин о психопатических убийцах 1950-х годов, а также более поздних фильмов, таких как „Чёрная вдова“ (1987) с Терезой Рассел в роли женщины, которая выходит замуж и убивает». Шварц написал, что фильм стал «предшественником многих крутых неонуаровых фильмов наших дней», а Майер отметил, что он «предвосхитил сходные пост-нуаровые фильмы 1980-90-х годов, такие как „Чёрная вдова“ (1987) и „Последнее соблазнение“ (1994)». Эриксон в свою очередь заметил, что «фильм мог бы составить захватывающую пару при двойном кинопросмотре вместе с фильмом „За что стоит умереть“ (1995) с участием Николь Кидман».

### Оценка операторской работы
Критика отметила высокое мастерство оператора Джорджа Робинсона при съёмке фильма. Так, по словам Джонсона, «именно благодаря операторской работе Робинсона фильм в визуальном плане поднимается над уровнем стандартной продукции категории В». Оператор умело «использует контрастное освещение и рассекает светом персонажей на полосы», а «его камера уходит вниз и появляется из-за углов, находя неожиданные ракурсы, которые помогают оживить повествование». Артур Лайонс написал, что «операторская работа хорошо выполнена опытным Джорджем Робинсоном, известным по съёмкам фильмов ужасов категории В на студии Universal в 1930-е годы». Майер в свою очередь отметил, что «мастерское построение композиции и постановка света Робинсоном обеспечивает этому фильму превосходство над средней низкобюджетной халтурой, производимой в 1940-е годы такими компаниями бедного ряда, как Monogram и PRC». С другой стороны, Хоган заключил, что «Бернхард снял этот фильм главным образом статичными эпизодами с участием двух-трёх человек, а работа Робинсона здесь совсем не выдающаяся, так что тащить на себе весь фильм выпало на долю актёров».

### Оценка образа главной героини
В центре внимания критики оказался образ главной героини. Так, по словам Джонсона, «сценарий служит восхитительным и дерзким разоблачением отвратительной болезненной психики по-настоящему убийственной роковой женщины. Клэр Каммингс — это охотница за богатством без каких-либо зачатков совести. Она всё делает только ради себя, и если кто-то встаёт на её пути, тогда она берётся за револьвер или острый нож. Клэр Каммингс — это одна из самых смертельно опасных роковых женщин в истории фильма нуар, которую легко можно поставить в один ряд с такими безжалостными женщинами, как Филлис Дитрихсон из „Двойной страховки“ (1944), Кэти Моффет из „Из прошлого“ (1947), Энни Лори Старр из „Без ума от оружия“ (1950), а также Марго Шелби из другого фильма Бернхарда — „Западня“ (1946)».
Майер также отмечает, что образ Клэр Каммингс в «Ледяной блондинке» сходен с образом Филлис Дитрихсон в «Двойной страховке» — «ей движет главным образом алчность и стремление поднять свой статус в обществе, и она использует секс для соблазнения своих партнёров и жертв, хотя, при этом как будто и не испытывает особого наслаждения от секса. Она жаждет только власти и проявляет наслаждение, только причиняя боль. Однако, в отличие от расчётливой и коварной Филлис, Клэр предстаёт экстремальной социопаткой, которая упивается своим греховным поведением, и её очевидное наслаждение моментом, когда Леса Бёрнса обвиняют в её третьем убийстве, идёт значительно дальше хладнокровного поведения героини „Двойной страховки“».

### Оценка актёрской игры
Критики в целом положительно оценили актёрскую игру, особенно выделив игру Лесли Брукс, которая, по мнению Лайонса, «убедительна в роли ледяной убийцы» . Майер, в частности, написал, что «высокому визуальному качеству картины соответствует и уровень игры, особенно, Лесли Брукс в роли социопатки, убивающей трёх человек, и Роберта Пейджа в роли мазохиста-газетного репортёра, который не может прервать с ней связь даже после того, как она выходит замуж и убивает двух человек». Хоган отметил, что «Лесли Брукс в качестве злодейки с ангельским лицом здесь попеременно мила и ядовита. Хотя она и не была исключительной актрисой (она провела карьеру в фильмах категории В и на ролях второго плана в крупных фильмах), здесь она даёт почувствовать своё присутствие на экране, демонстрируя энергетику и высокую концентрацию. В её глазах читается твёрдость и некоторое безумие, даже при том, что её ротик так и хочется поцеловать» . Хоган отмечает и игру других актёров. В частности, он пишет, что Расс Винсент, который представляет собой «выездной вариант богартовского типа, занимателен в роли шантажиста, а Майкл Уолен вполне справляется с ролью елейного политика с куриными мозгами». Однако, по мнению Хогана, «лучшую игру даёт актёр широкого профиля Роберт Пейдж, который придаёт Лесу доступность обычного человека. Он и достаточно умён, чтобы порой быть сытым Клэр по горло, но и достаточно гуманен, чтобы не порвать с ней окончательно».
С другой стороны, по мнению Джонсона, «актёрская игра здесь не более чем адекватна». Критик отмечает, что «в отличие от нуаровой классики этот фильм получает не более чем грамотных актёров. Лесли Брукс безусловно привлекательна, а её большие глаза могут стать почти психическими, что делает её идеальной злодейкой, однако создаётся впечатление, что она просто читает свои строки, не вживаясь по-настоящему в свой образ». А Роберт Пейдж в роли Леса Бёрнса «всё время настолько хороший парень, что безумный роман героев не в состоянии преодолеть ограниченность унылых павильонных декораций».